# العلاقات اللوكسمبورغية الميانمارية
العلاقات اللوكسمبورغية الميانمارية هي العلاقات الثنائية التي تجمع بين لوكسمبورغ وميانمار.

## مقارنة بين البلدين
هذه مقارنة عامة ومرجعية للدولتين:
| وجه المقارنة                                              | لوكسمبورغ                                                     | ميانمار          |
| --------------------------------------------------------- | ------------------------------------------------------------- | ---------------- |
| المساحة (كم2)                                             | 2.59 ألف                                                      | 676.58 ألف       |
| عدد السكان (نسمة)                                         | 599.45 ألف                                                    | 53.37 مليون      |
| الكثافة السكانية (ن./كم²)                                 | 231.45                                                        | 78.88            |
| العاصمة                                                   | لوكسمبورغ                                                     | نايبيداو، يانغون |
| اللغة الرسمية                                             | اللغة اللوكسمبورغية، لغة فرنسية، اللغة الألمانية              | اللغة البورمية   |
| العملة                                                    | يورو، فرنك لوكسمبورغ                                          | كيات ميانماري    |
| الناتج المحلي الإجمالي (بليون دولار)                      | 62.40 مليار                                                   | 69.32 مليار      |
| الناتج المحلي الإجمالي (تعادل القوة الشرائية) بليون دولار | 58.13 مليار                                                   | 282.95 مليار     |
| الناتج المحلي الإجمالي الاسمي للفرد دولار أمريكي          | 101.45 ألف                                                    | 1.16 ألف         |
| الناتج المحلي الإجمالي للفرد دولار أمريكي                 | 101.93 ألف                                                    |                  |
| مؤشر التنمية البشرية                                      | 0.892                                                         | 0.536            |
| رمز المكالمات الدولي                                      | +352                                                          | +95              |
| رمز الإنترنت                                              | .lu                                                           | .mm              |
| المنطقة الزمنية                                           | توقيت وسط أوروبا، ت ع م+01:00، ت ع م+02:00، أوروبا/لوكسمبورج ‏ | ت ع م+06:30      |

## منظمات دولية مشتركة
يشترك البلدان في عضوية مجموعة من المنظمات الدولية، منها:
| علم المنظمة | اسم المنظمة                        | تاريخ انضمام لوكسمبورغ | تاريخ انضمام ميانمار |
| ----------- | ---------------------------------- | ---------------------- | -------------------- |
|             | مؤسسة التنمية الدولية              | 4 يونيو 1964           | 5 نوفمبر 1962        |
|             | يونسكو                             | 27 أكتوبر 1947         | 27 يونيو 1949        |
|             | مؤسسة التمويل الدولية              | 4 أكتوبر 1956          | 3 ديسمبر 1956        |
|             | منظمة حظر الأسلحة الكيميائية       | ?                      | ?                    |
|             | الأمم المتحدة                      | 24 أكتوبر 1945         | 19 أبريل 1948        |
|             | الاتحاد الدولي للاتصالات           | 2 مارس 1866            | 15 سبتمبر 1937       |
|             | منظمة الشرطة الجنائية الدولية      | ?                      | ?                    |
|             | البنك الدولي للإنشاء والتعمير      | 27 ديسمبر 1945         | 3 يناير 1952         |
|             | الاتحاد البريدي العالمي            | ?                      | ?                    |
|             | وكالة ضمان الاستثمار متعدد الأطراف | 29 أغسطس 1991          | 16 ديسمبر 2013       |
|             | بنك التنمية الآسيوي                | 2003                   | 1973                 |
|             | منظمة التجارة العالمية             | ?                      | ?                    |

## وصلات خارجية
- موقع وزارة الخارجية اللوكسمبورغية
- موقع وزارة الخارجية الميانمارية